# Поволовщина
Поволо́вщина (воловщина) — один з прямих грошових податків у другій половині 14 — першій половині 17 ст. на українських землях (Київщина, Переяславщина, Поділля, Волинь), що перебували у складі Великого князівства Литовського, а з 1569 — Речі Посполитої. П. сплачували державі всі без винятку категорії залежного селянства. Стягувався в розмірі від 4 до 60 грошів і більше з двору в залежності від стану селянського господарства — кількості і якості землі, наявності робочої худоби тощо. Скасована П. на початку національно-визвольної війни українського народу під проводом Богдана Хмельницького 1648—1657.
Воловщина — тяжка данина, яку збирали московські окупаційні війська в Україні волами під час походів через її територію. Звідти пісня:

«Москалики, соколики.

Поїли ви наші волики,

А коли вернетесь здорові,

Поїсте й останні корови…»